# Região de Bernina
Bernina é uma região do cantão de Grisões, na Suíça. Tem 237,31 km² de área e sua população em 2019 foi estimada em 4.613 habitantes. Sua sede é a comuna de Poschiavo.
Foi criada em 1 de janeiro de 2016, a partir do território do antigo distrito de Bernina, como parte de uma reorganização territorial do Cantão.

## Comunas
| Brusio    | 1.120 | 46.3   |
| Poschiavo | 3.493 | 191.01 |